# Los Hucuares
Los Hucuares es una localidad del estado mexicano de Michoacán. Es parte del municipio de Tangamandapio.

## Demografía
| Gráfica de evolución demográfica |
|                                  |

| Censo | Población |
| ----- | --------- |
| 1900  | 309       |
| 1910  | 307       |
| 1921  | 387       |
| 1930  | 457       |
| 1940  | 308       |
| 1950  | 619       |
| 1960  | 934       |
| 1970  | 999       |
| 1980  | 991       |
| 1990  | 1405      |
| 2000  | 1558      |
| 2010  | 1144      |
| 2020  | 1044      |